# میان‌آباد (خور و بیابانک)
میان‌آباد روستایی از توابع بخش مرکزی شهرستان خور و بیابانک در استان اصفهان ایران است.

## جمعیت
این روستا در دهستان بیابانک قرار دارد و براساس سرشماری مرکز آمار ایران در سال ۱۳۸۵، جمعیت آن زیر سه خانوار بوده‌است.